# Coudray-Rabut
Coudray-Rabut település Franciaországban, Calvados megyében. Lakosainak száma 321 fő (2015). Coudray-Rabut Pont-l'Évêque, Reux, Saint-Gatien-des-Bois, Saint-Martin-aux-Chartrains, Surville, Tourville-en-Auge és Pont-l'Évêque községekkel határos.

## Népesség
A település népességének változása:
| Lakosok száma | 178  | 204  | 254  | 313  | 333  | 343  | 303  | 312  | 321  | 324  |
|               | 1968 | 1975 | 1982 | 1990 | 1999 | 2006 | 2011 | 2013 | 2015 | 2016 |